# Maxime Mermoz
Maxime Mermoz, nascut el 28 de juliol de 1986 a Épinal, és un jugador de rugbi a 15 francès que juga al lloc de centre a l'equip de l'USAP de Perpinyà (1,80 m per a 90 kg).

## Palmarès

### En Club
- Campionat de França de rugbi a 15 2009 amb l'USAP
- Finalista del Campionat de França de rugbi a 15 2010 amb l'USAP.